# ガ
ガ（蛾）とは、節足動物門・昆虫綱・チョウ目（鱗翅目、ガ目とも）に分類される昆虫のうち、チョウ（具体的にはアゲハチョウ上科、セセリチョウ上科、シャクガモドキ上科）を除いた分類群の総称。
日本にはチョウ目の昆虫が6000種程度知られているが、「チョウ」と呼ばれるものは250種類にすぎず、他はすべて「ガ」である。世界全体で見ると、ガの種類数はチョウの20 - 30倍ともいわれている。しかし両者に明確な区別・線引きはない（チョウ目参照）。

## 特徴

スズメガ科の一種のベニスズメの成体（フランス、カルヴァドスにて）

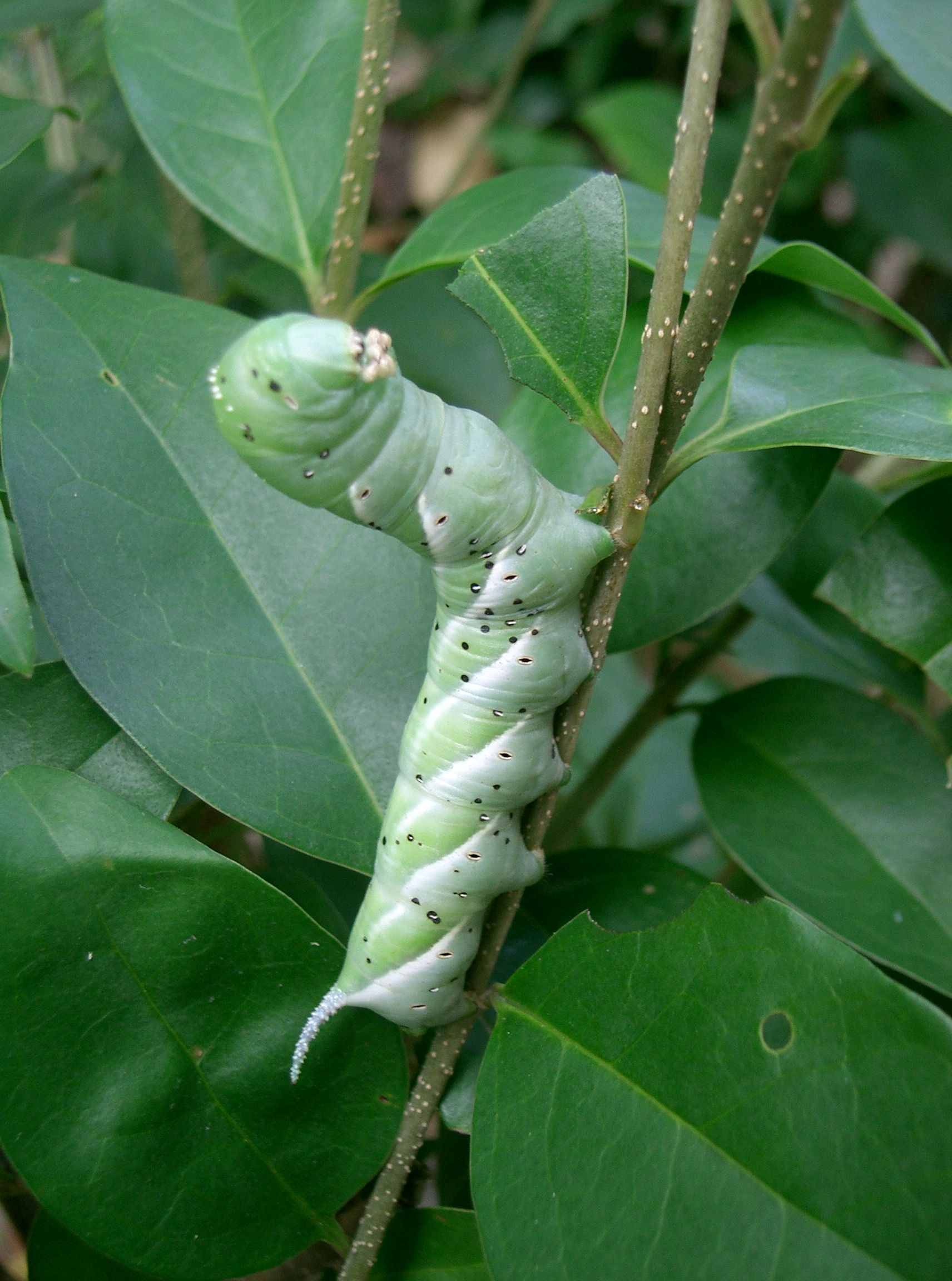
典型的なイモムシのスズメガ科のシモフリスズメの幼虫

### 視覚
目の表面には200nmの六角形の突起が300nm間隔で並んでおり、光の反射を防止する効果がある。この構造は「モスアイ（Moth Eye）構造」と呼ばれている。これは夜の行動に有利な構造であり、バイオミメティクスにより反射防止構造として利用されている。

### 行動
夜に行動する種類が多いが、サツマニシキ（マダラガ科）などのように派手な体色を持ち昼間に行動するものもいる。
光に近寄る正の走光性がある。

### 変態
成長段階は、卵 - 幼虫 - 蛹 - 成虫という完全変態をおこなう。幼虫は外見や行動によってイモムシ、ケムシ、シャクトリムシ、ミノムシなどと呼ばれる。 
蛹になる前に糸を吐いたりして繭（マユ）を作る種類が多く、カイコガなどはその糸が人間に利用される。 ただしスズメガ科の多くの種類など、繭を作らずに土中でさなぎになるものもいる。

### 成虫の形態特徴
成虫の4枚の翅は鱗粉や毛でおおわれる。ただしオオスカシバ（スズメガ科・羽化後に鱗粉を落としてしまう）などの例外がいる。
成虫の触角は先端がふくらまず、糸状や羽毛状の種類が多い。 
メスの羽が退化している蛾も存在する（アカモンドクガ、フユシャク亜科）。

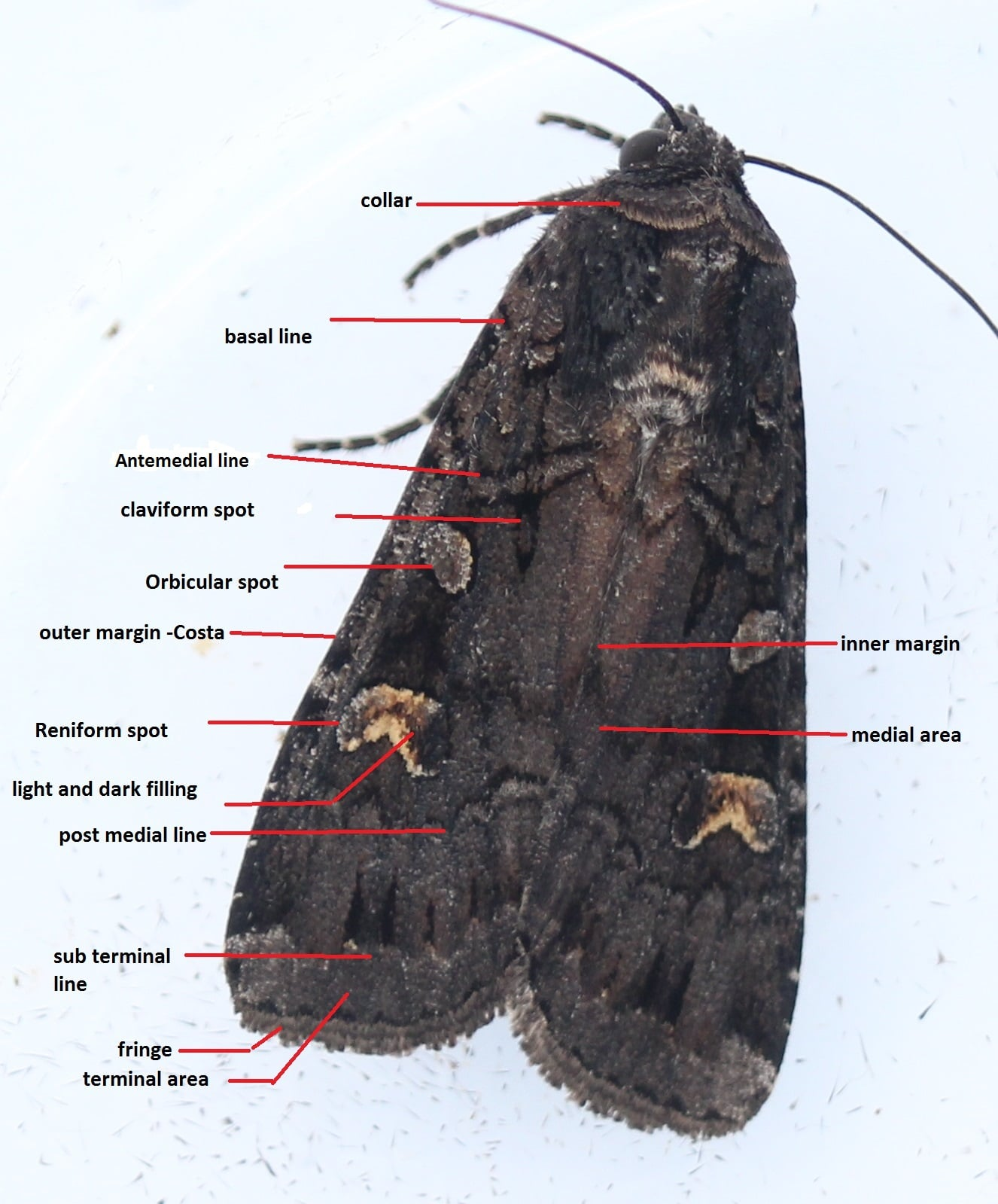
成虫の蛾の特徴
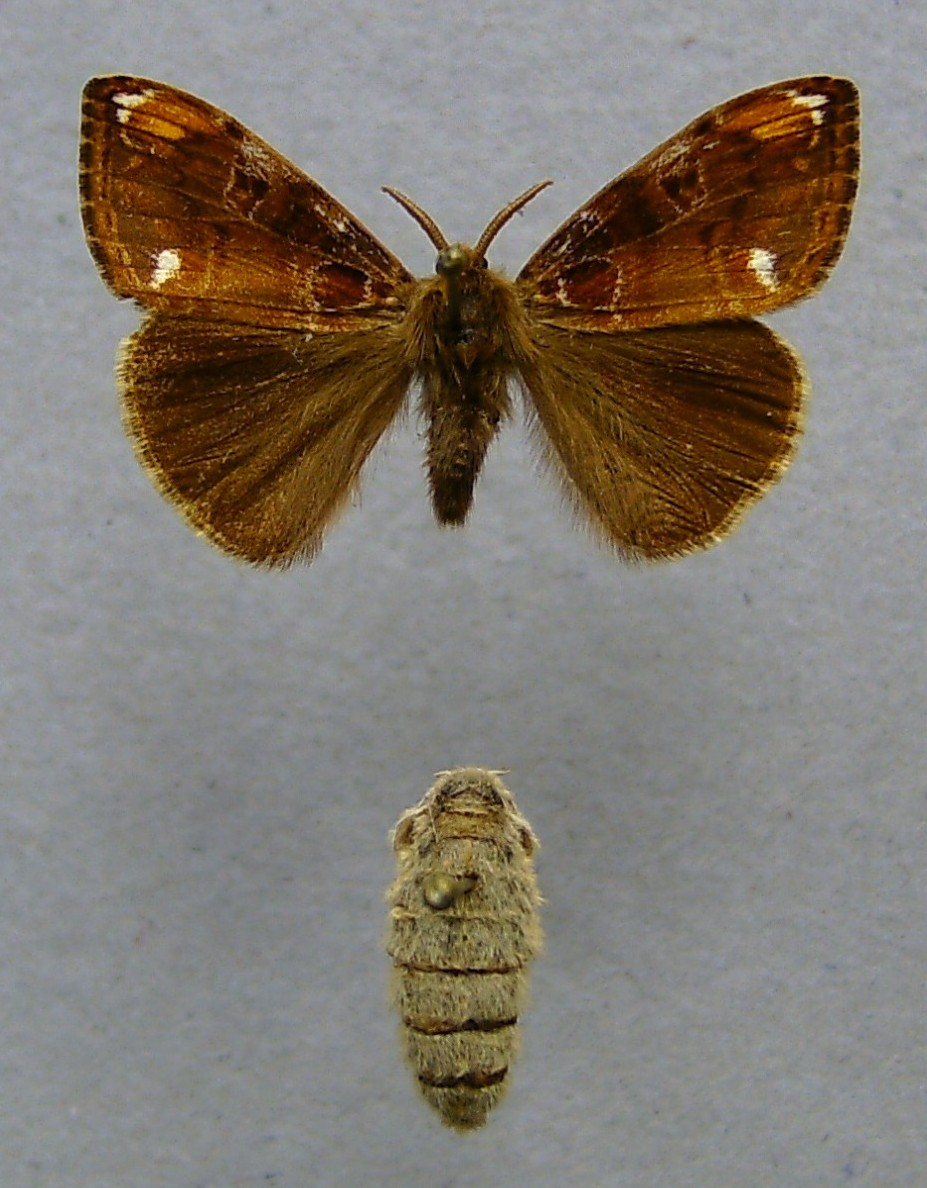
アカモンドクガ（英語版）。上がオスで、下がメス。

### 食性
幼虫は植物食のものが多いが、様々な食性を持つものがある。例えば主にヒグラシなどセミの仲間に寄生するセミヤドリガ、コナラやクヌギに穿孔し樹液に集まる虫を捕食するボクトウガ、普段は植物食だが機会的にイモムシなどを捕食するオオタバコガ、ミツバチの巣を専食するハチノスツヅリガ、チョコレートなども含む乾燥子実類を食うノシメマダラメイガ、乾燥羽毛・獣毛を食うイガなどがいる。変わった食性の物としては陸貝を専食する Hyposmocoma molluscivoraが知られている。
成虫の口はストロー状に細長く伸びており口吻と呼ばれる。花の蜜や樹液、果汁など水分を吸うのに適している。ただしカイコガやミノガなどの成虫は口が退化していて、幼虫時代に蓄えた栄養分だけで活動する。また、コバネガなどでは咀嚼可能な口器を持ち、花粉などを食べる。

## 特徴的な蛾
- ヨナグニサン - 世界最大[3]
- ナンベイオオヤガ - 羽の長さが最大

## 人間との関係

### 害虫
農業や衣類などで害虫となる。
- いくつかの蛾が、農作物を食害する。
- ハチノスツヅリガ(ワックスモス、ワックスワーム（英語版）)は、養蜂で害虫とされる。
- イガ、コイガ（英語版） ‐ 衣類などを食害する。

### 食用
カイコガは、繭から衣類がつくられる。また食用ともなる。
オーストラリアの先住民のアボリジニは、ボゴン・モスをスープにしたり火で焼いて食べていた。
アフリカでは、モパネワームが食用とされる。

## 動物・植物との関係
多くの動物から餌とされる。コウモリなどが捕食するが、ヒトリガ科の蛾は音を発して、超音波で蛾の位置を割り出すエコーロケーションを妨害する
蛾媒花の送粉者である。